# سليك (فريق بوب)
سليك (بالإنجليزية: Slik)‏ كان فريق بوب اسكتلنديًّا في منتصف السبعينيات، اشتهر بأغنية احتلت قمة قوائم المملكة المتحدة هي «دومًا وأبدًا Forever and Ever» في عام 1976. بدأ الفريق بتقديم أغاني الجلام روك glam rock، ثم تغير أسلوبهم إلى موسيقى الروك الناعمة / العلكة soft rock/bubblegum. كانت أول فريق بدأ معه المغني وعازف الجيتار ميدج يوري في تحقيق نجاحه الموسيقي، قبل الانضمام إلى فريق الموجة الجديدة «الترافوكس Ultravox».
الأعضاء المؤسسين:
- جيم ماكجينلي
- كيني هيسلوب
- ميدج أور
- راسل ويب.[3]

صوت الشباب على صحيفة «ذي سن The Sun» عام 1976 وبعد إصدار أغنيتهم «دوما وأبدا»، ليتم تصنيف فريق سليك «أفضل فرقة جديدة لهذا العام». تكررت صيغة الأغنية مع الأغنية المنفردة التالية، «قداسRequiem»، والتي صعدت لقائمة أفضل 30 أغنية في المملكة المتحدة لكنها فشلت في تكرار نجاح أغنيتهم «دوما وأبدا».
أصيب أوري في حادث سيارة بعد وقت قصير من إصدار الأغنية، مما أدى إلى إلغاء الظهور التلفزيوني وجولة مخططة في المملكة المتحدة. بعد أغنية «قداس»، تم إصدار الألبوم الذي يحمل عنوان الفرقة ولكن هذا كان فشلًا تجاريًا، بلغت ذروتها فقط في المرتبة 58 في المملكة المتحدة. فشلت أغنيات سليك اللاحقة في الصعود للقوائم.
تم حل الفريق في سبتمبر 1977.

## وصلات خارجية
- سليك (فريق بوب)
- سليك (فريق بوب)